# 赫尔辛基灯光节

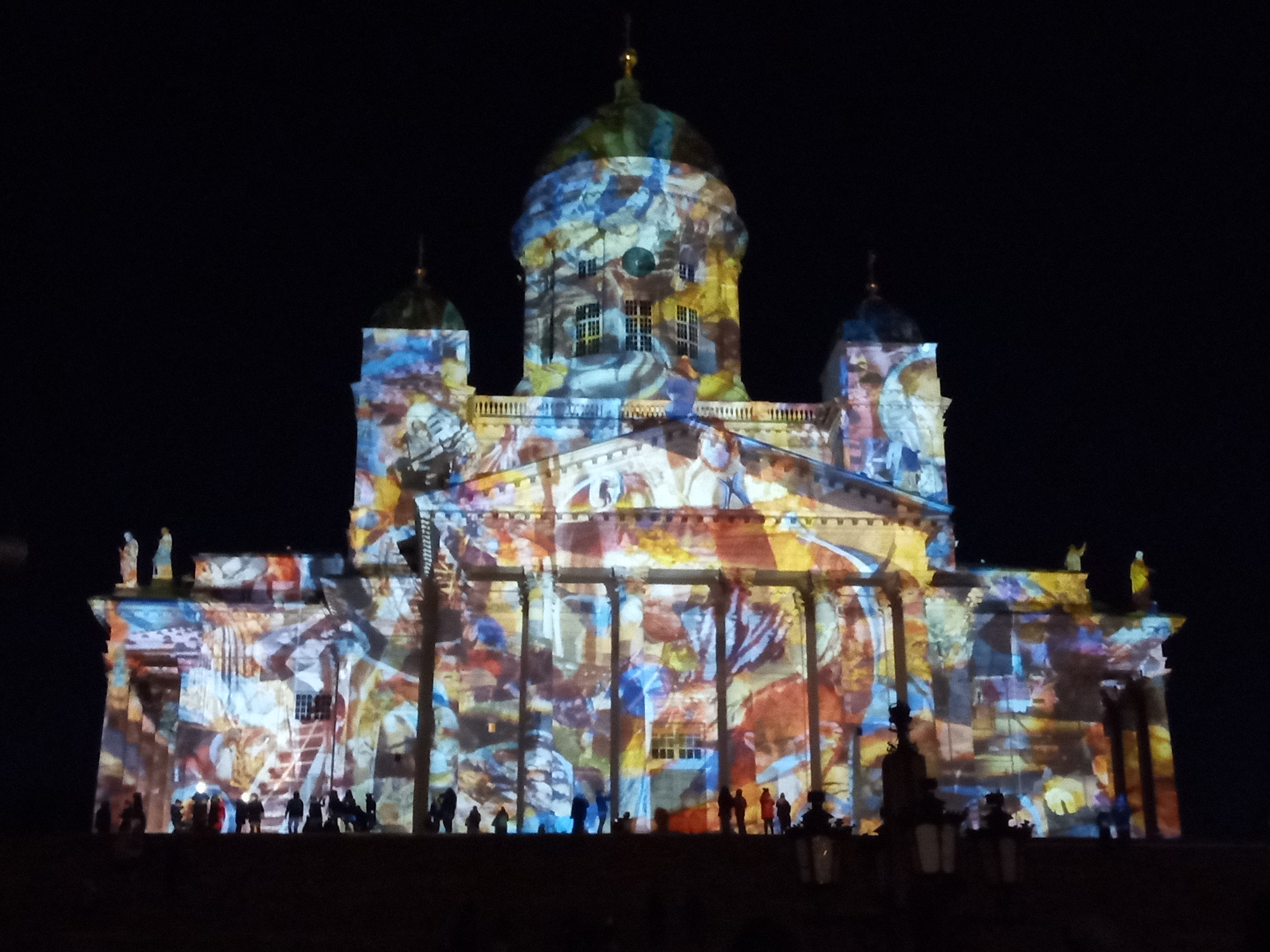
2020年赫尔辛基灯光节上投射到赫尔辛基主教座堂墙面上的图案

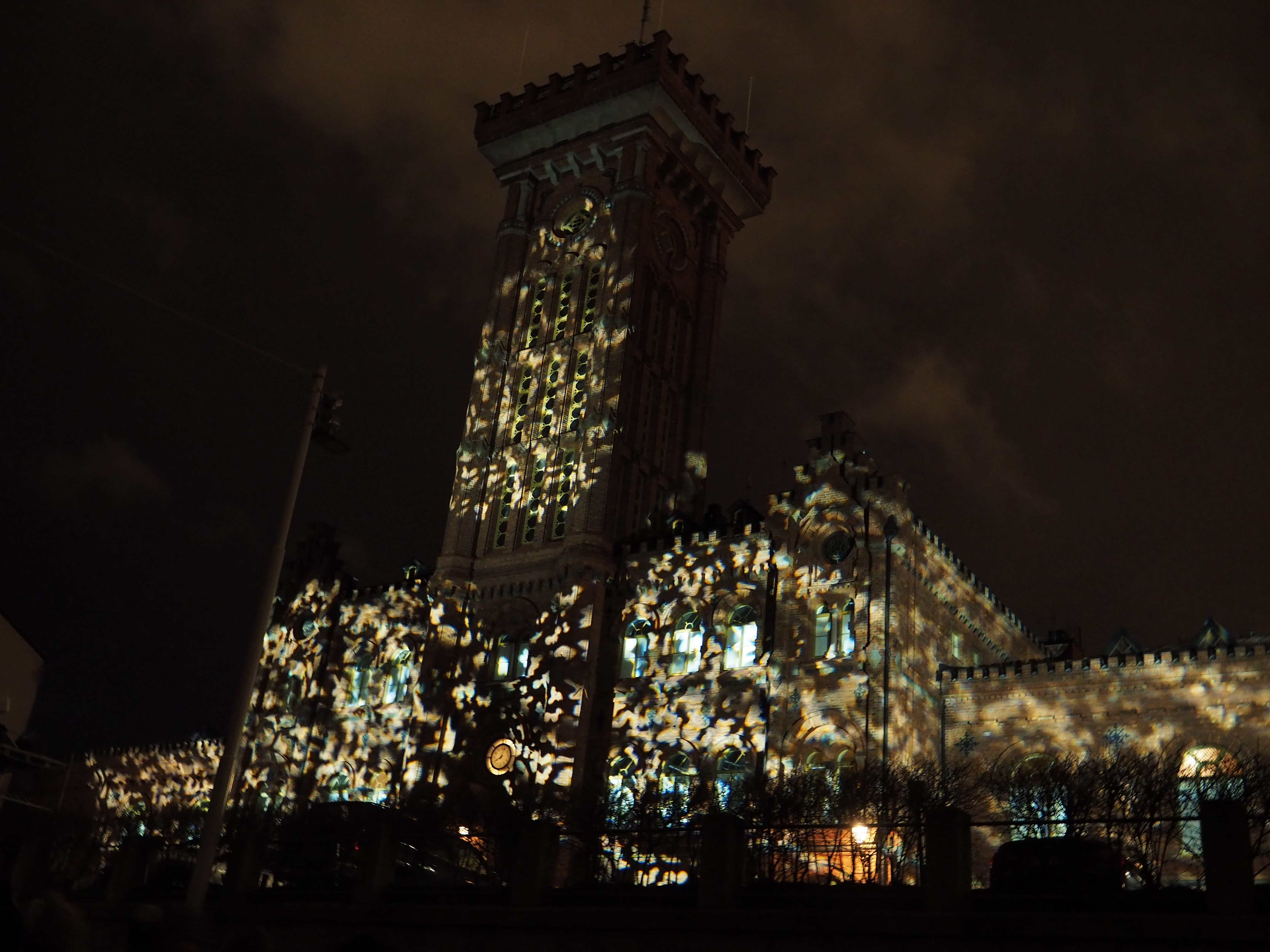
2018年赫尔辛基灯光节上的灯光展示

赫尔辛基灯光节（芬蘭語：Lux Helsinki）是每年一月初时在芬兰赫尔辛基举办的灯光艺术节。首届灯光节是在2009年举办的。灯光节是由赫尔辛基市政府和赫尔辛基能源公司成立的。
赫尔辛基灯光节上的灯光艺术作品在形式上和展示方法上呈现多样性。作品中有诸如用变化的彩灯照射在建筑物上、视频投影及音乐、动能灯光作品和装置。作品制作人包括芬兰及国际艺术家。作品展出的地点主要集中在市中心。作品通常在夜间17点至22点间展示。